# Фурчи-Сикуло
Фурчи-Сикуло (итал. Furci Siculo) — город в Италии, располагается в области Сицилия, подчиняется административному центру Мессина.
Население составляет 3285 человек, плотность населения составляет 184 чел./км². Занимает площадь 17,85 км². Почтовый индекс — 98023. Телефонный код — 0942.
Покровительницей коммуны почитается Пресвятая Богородица. Праздник ежегодно празднуется 7 октября.